# موکو خاچاطریان
ماریام رودولفی خاچاطریان (موکو خاچاطریان) (ارمنی: Մարիամ Ռուդոլֆի Խաչատրյան (Մոկո Խաչատրյան؛  ۲۶ سپتامبر ۱۹۶۹) نقاش انتزاعی اهل ارمنستان است.

## زندگی‌نامه
وی در ۲۶ سپتامبر ۱۹۶۹ در ایروان به دنیا آمد وی دختر رودولف خاچاطریان می‌باشد. وی از مرکز ملی زیبایی‌شناسی هنریک ایگیتیان، کالج دولتی هنرهای زیبای پانوس ترلمزیان و انستیتو دولتی هنری و نمایشی ایروان فارغ‌التحصیل گشت. 